# Latroknak is játszott
A Latroknak is játszott című tetralógia Gion Nándor (1941–2002), szenttamási születésű író Virágos katona, Rózsaméz, Ez a nap a miénk és Aranyat talált című regényeinek gyűjteménye. Az írások tetralógiaként először a Noran kiadó gondozásában jelentek meg, 2007-ben (Gion Nándor: Latroknak is játszott. 4 regény. hn, Noran, 2007).
A regény 1898-tól a 20. század derekáig követi nyomon több család történetét. A könyvek meseszerű cselekménye, a történet nagy részének helyszínt adó vajdasági kisváros, Szenttamás jellegzetes pontjainak és környékének megrajzolásával együtt, valós személyek felelevenítésével tudósít egy olyan többnemzetiségű közösség életéről, amelyben elsősorban magyarok, szerbek és németek élnek együtt, és akiknek egymáshoz fűződő viszonyát az aktuális politikai események is befolyásolják.

## Tartalom
A regény első kötetében (Virágos katona) kezdetét veszi Rojtos Gallai István és Török Ádám barátsága. Utóbbi gyakorlatias, akaratos és kissé vadóc jellemének ellenkezője Rojtos Gallai higgadtabb, álmodozó természete, aki a szenttamási Kálvárián tengeti magányos óráit, a keresztre feszített Krisztusnak, és a latroknak citerázva. A közösségben szerelmek és barátságok szövődnek, ám a szereplők életét felborítja az első világháború.
Az elkövetkező évek eseményeit a második, Rózsaméz című regény örökíti meg. Rojtos Gallai már feleségének, Stefan Krebs lányának, Rézinek, és gyermekeinek citerázik, a zenés estek által összefogva a kis közösséget, amely már szerb fennhatóság alá tartozik. A frontról hazatérő családfők, az elszegényedett emberek életében nagy örömet jelent a kis üveg rózsaméz, amely váratlanul kerül elő egy boltos pincéjéből.
Az Ez a nap a miénk című kötet már a második világháború eseményei között játszódik. A Délvidék magyar visszafoglalásának egyik apró következménye Szenttamáson Török Ádám börtönből való szabadulása. Ám miközben a jómódú szerb uradalmak házait fosztogatja, megtörténik a szerb visszafoglalás, neki pedig viselnie kell a következményeket.
A tetralógia utolsó részében (Aranyat talált) Török Ádám már nincs jelen, Rojtos Gallai meglepetésére azonban felbukkan vörös hajú, törvénytelen gyermeke. A befejező regény cselekménye Belgrádba, és Budapestre is elkalauzolja az olvasót, amely városokban Gallai mint szerb, és mint magyar kém jelenik meg, végül pedig visszatér Szenttamásra.

## Stílus
Gion írói stílusát gyakran a hagyományosan mágikus-realistának nevezett Gabriel García Márquez stílusával azonosítják. Sántha József szerint a regények olvasójának "könnyű dolga van, a különös varázsú prózaszöveg hihetetlen hajlékonyan és elegánsan siklik az egyik családról a másik család történetére, eleven emberi jellemek és sorsok tucatjai töltik meg a szinte hónapról hónapra aprólékosan dokumentált falusi hétköznapokat". A Latroknak is játszott kritikai megítélésében a „határon túliság” fogalma is nagy szerepet kap. A tetralógia első kiadásának fülszövegében például Pécsi Györgyi (többek között) „kisebbségi regény” - ként ír a könyvről.